# Minsk (porte-avions)
Pour les articles homonymes, voir Minsk (homonymie).
Le Minsk est le second porte-avions de la classe Kiev, prévu pour emporter des avions de type STOVL.

## Historique

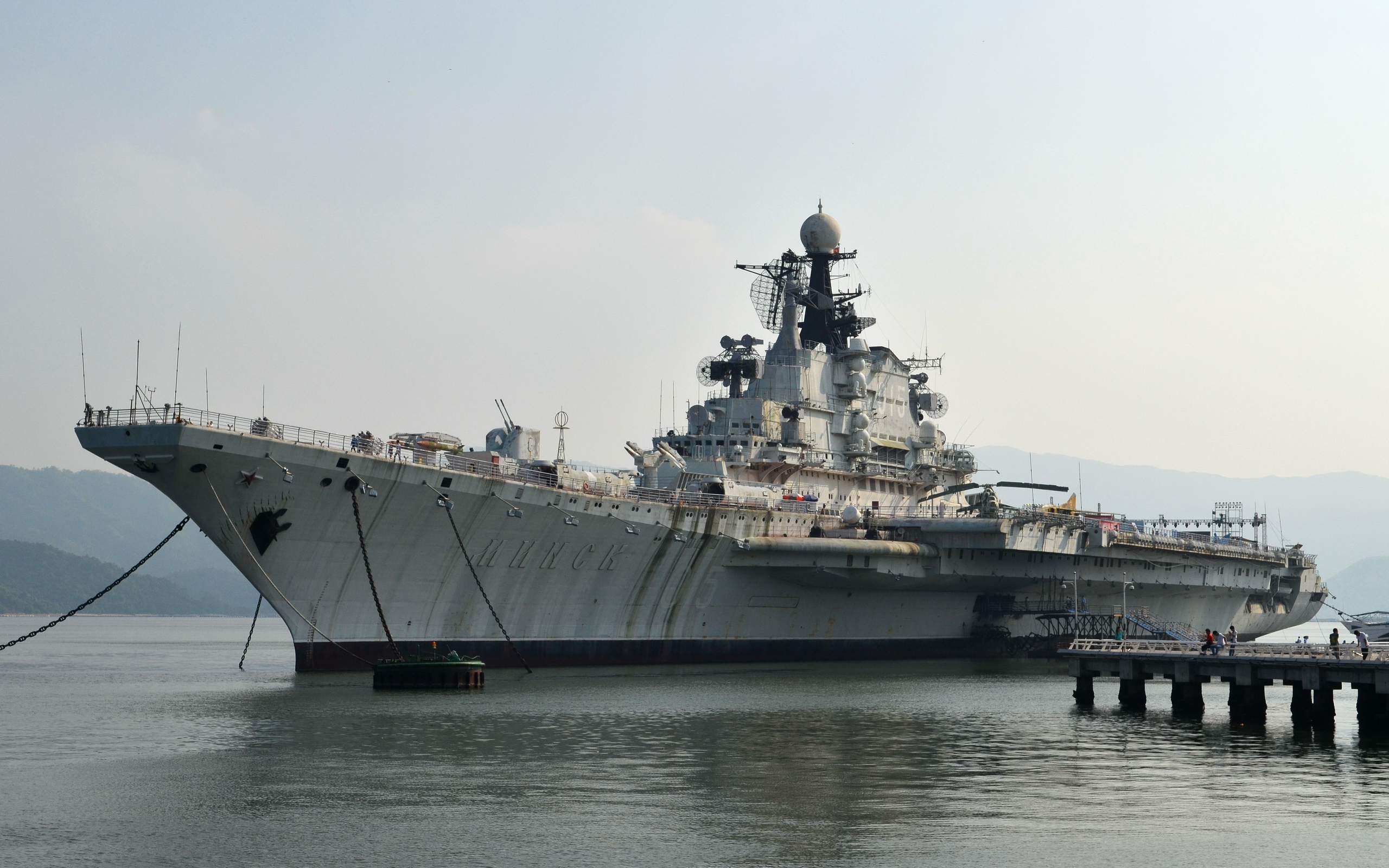
Le Minsk devenu un navire musée en 2012.

Il a servi de 1978 à 1994, dans la marine soviétique puis dans la marine russe.
Il est vendu en 1995 pour être démoli en Corée du Sud mais il est transformé en navire-musée au large de Shenzhen en Chine jusqu'à la faillite de son parc d'attraction, le Minsk World (en) ouvert entre le 10 mai 2000 et le 14 février 2016.
En 2006, les propriétaires de Minsk World sont ruinés, et le parc ainsi que son navire sont vendus. Il change de mains plusieurs fois jusqu'à être racheté par Dalian Yongjia Group, une entreprise d'immobilier. Mais le bateau est dans un mauvais état. En 2013, il est donc acheminé à Zhoushan, non loin de Shanghai, pour des rénovations mais la faillite bloque les travaux.
Il se trouve depuis 2018 a priori à l'abandon sur un lagon artificiel du Yangzi Jiang en direction de la ville de Nantong.
Un incendie ravage le porte-aéronefs alors en réparation le 16 août 2024 après-midi et dure presque 24 h.